# Peperomia smithiana
Peperomia smithiana är en pepparväxtart som beskrevs av C. Dc.. Peperomia smithiana ingår i släktet peperomior, och familjen pepparväxter. Inga underarter finns listade i Catalogue of Life.